# Psidium rotundatum
Psidium rotundatum là một loài thực vật có hoa trong Họ Đào kim nương. Loài này được Griseb. miêu tả khoa học đầu tiên năm 1866.